# Ushnisha

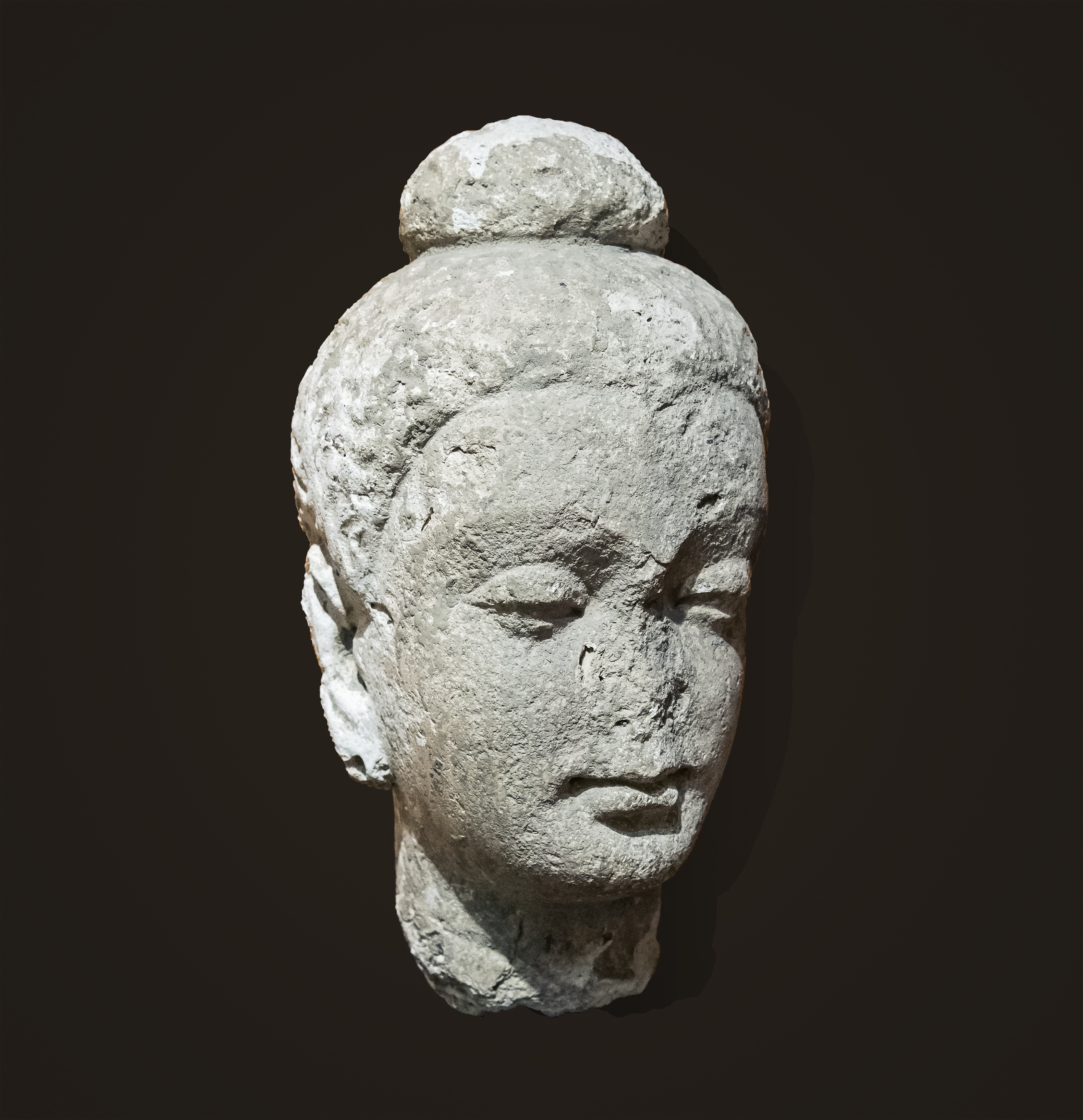
Tête de Bouddha couronné par l'ushnisha, IIIe siècle, Hadda, Afghanistan.

 (décembre 2016).
Si vous disposez d'ouvrages ou d'articles de référence ou si vous connaissez des sites web de qualité traitant du thème abordé ici, merci de compléter l'article en donnant les références utiles à sa vérifiabilité et en les liant à la section « Notes et références ».
L'ushnisha (Marathi : उष्णीष, protubérance crânienne, chinois : 顶 相 pinyin : dǐngxiàng, japonais : Choso, tibétain : gtsug-gtor) est l'une des trente-deux grandes caractéristiques physiques du Bouddha (Dvātrimāśadvaralakṣaṇa) et correspond à un renflement au sommet de tête.

## Symbolisme
Il symbolise son accomplissement dans la confiance en tant que guide spirituel.

## Description
L'ushnisha n'est pas décrit initialement dans les caractéristiques physiques du Bouddha édictées par le canon bouddhiste. Au contraire, il y a plusieurs mentions d'un chignon :
« Son chignon est comme une couronne. » (caractéristique secondaire, No 53)
« Il a un chignon comme s'il portait une couronne de fleur. » (caractéristique secondaire, No 80)

## Représentation

### L'ushnisha de Bouddha
La première représentation du Bouddha date du premier siècle dans l'art gréco-bouddhiste du Gandhara où il est représenté aussi avec un chignon, plutôt qu'avec un simple bouton crânien. On pense que l'interprétation de l'ushnisha comme protubérance crânienne surnaturelle est plus tardive, comme la représentation de la houppe est devenue plus symbolique et son sens original a été perdu. « Cette protubérance sur le crâne du Bouddha est un des signes de sagesse qui fait partie des lakṣaṇa. La sagesse ici désignée est différente de celle qu'indique l' ūrṇā ».
Les représentations ultérieures montrent que cet ushnisha est couvert de cheveux qui s'enroulent dans la direction du soleil.
Plus tard, un deuxième usage de l' ushnisha est apparu : une flamme qui s'élève du milieu de cette protubérance. La sinologue Anne Cheng met en relation l' ushnisha et l'aspect lumineux, brillant attribué à cette partie de la représentation de Buddha dans les premiers textes qui évoquent Buddha en Chine, à l'époque des Han orientaux (aux Ier – IIe siècles). Le terme « nuque », dans « la nuque qui a l'éclat du soleil » que l'on rencontre dans les traductions du chinois viendrait d'une erreur de copiste. Il faudrait lire "sommet du crâne qui a l'éclat du soleil" , c'est-à-dire "l' ushnisha"  .

### Le Bodhisattva - Cakravartin dans le bouddhisme primitif
Dans le bouddhisme primitif, l'ushnisha était représentée différemment. Le Mahāvastu et le  Divya avadâna, ainsi que la Theravadin Milindapañha », décrivent les marques de la cakravartin de plusieurs maîtres-mots idéalisés : Usnisa ou patka turban, Chatra parasol, « joyau de la corne » ou vajra, fouet et sandale. Ce sont les marques de la kshatriya. 
La sculpture du début du bouddhisme mahāyāna à Mathura présente le bodhisattva dans une forme appelée uṣṇīṣin portant une liaison turban / cheveux, et brandissant la mudrā comme une « règle chakravartin non-violente ».